# Chaîne Cariboo
La chaîne Cariboo (anglais : Cariboo Mountains) est une chaîne de montagnes de la Colombie-Britannique. Elle constitue la section la plus septentrionale de la chaîne Columbia.

## Toponymie
Le nom de la chaîne fait référence à la région de Cariboo, qui est située à l'ouest de la chaîne. Le nom reprend l'une des variantes de l'anglais du XIXe siècle du mot caribou. Celui-ci provient lui-même du micmac « khalibu ».

## Géographie

### Topographie
La chaîne est délimitée à l'est par le sillon des Rocheuses, à l'ouest par le plateau intérieur et au sud par la rivière Thompson Nord. L'une de ses principales subdivisions est le chaînon Premier situé sur son flanc Nord-Est.
Les plus hauts sommets de la chaîne font partie du chaînon Premier, dont les noms des montagnes commémorent 11 Premiers ministres du Canada et un Premier ministre de la Colombie-Britannique. Le plus haut sommet est le mont Sir Wilfrid Laurier, qui culmine à 3 516 m. Le sommet à avoir obtenu son nom le plus récemment est le mont Pierre Elliott Trudeau.

### Hydrographie
Contrairement aux autres subdivisions de la chaîne Columbia, la chaîne Cariboo ne draine presque aucun affluent du Columbia à l'exception de la Canoe. La majorité des cours d'eau font plutôt partie du bassin du Fraser et de l'un de ses affluents, la Thompson Nord.

## Aires protégées
Une bonne partie de la chaîne est située dans le parc provincial Wells Gray, l'un des plus vieux de la province et le parc provincial de Bowron Lake, qui est populaire pour la pratique du canot. Le parc provincial de Cariboo Mountains est situé entre les deux.